# هنري راسيل
هنري راسيل (بالإنجليزية: Henry Russell)‏ هو سياسي نيوزلندي، ولد في 13 يناير 1817، وتوفي في 30 أبريل 1891.